# Scolymia cubensis
Scolymia cubensis is een rifkoralensoort uit de familie van de Mussidae. De wetenschappelijke naam van de soort is voor het eerst geldig gepubliceerd in 1849 door Milne Edwards & Haime.
De soort komt voor in de Caraïbische Zee, de Golf van Mexico en bij Florida, de Bahama's en Bermuda. Verder is de soort ook aangetroffen bij Brazilië. Ze staat op de Rode Lijst van de IUCN geklasseerd als 'niet bedreigd'.